# Marcel de Die
Pour les articles homonymes, voir Saint Marcel.
Marcel de Die ou saint Marcel de Die, né à Avignon vers 430 et mort à Montmeyan en 510, fut le onzième évêque de Die.

## Biographie
Marcel est né à Avignon dans une famille noble. Il est éduqué par son frère aîné Pétrone, évêque de Die, qui l'ordonne diacre et se prépare en lui un successeur. À la mort de Pétrone en 463, les habitants de la ville sont divisés entre deux candidats, mais c'est Marcel qui est choisi pour devenir évêque de Die et il est consacré par saint Mamert, évêque de Vienne,.
Durant l'épiscopat de Marcel, le roi Euric fait déporter la population de Die. L'évêque est envoyé en résidence surveillée à Arles où il échappe miraculeusement à l'effondrement du bâtiment où il loge ; il est acclamé par la foule. Puis il est relégué dans le lointain pays de Couserans.
Après deux ans d'exil, il est appelé au chevet du fils d'Euric car le bruit du prodige d'Armes est parvenu à la cour. Pendant le voyage, Marcel prie dans différents oratoires, puis il guérit l'enfant malade. Grâce à ce miracle, il obtient pour lui-même et son peuple de revenir à Die. D'autres guérisons manifestent le pouvoir thaumaturgique du saint, aux habitants de sa région comme à ceux de contrées plus lointaines. Il rend ainsi la santé au fils unique d'une veuve, après être apparu en vision à sa mère, ce qui amène l'évêque de Toulouse à édifier une église dans le pays de Couserans, à l'endroit où le déporté avait séjourné durant son exil.
À Lyon, où Marcel s'est rendu pour la dédicace d'une basilique, la reine Carétène recueille un crachat du saint et guérit par ce moyen sa servante préférée, ce qui permet à l'évêque d'obtenir pour ses concitoyens une exemption d'impôts qui lui avait d'abord été refusée par le roi Gondebaud,. Un dernier prodige mémorable survient à Die lors de la construction d'un baptistère ; une colonne de pierre est arrêtée dans sa chute par le saint en prière. Ce baptistère se trouve aujourd'hui dans la partie nord de la cathédrale Notre-Dame de Die.
Marcel meurt paisiblement à Montmeyan à l’âge de 80 ans, dans le monastère de Saint-Maurice situé à La Roquette,, lors d’un retour de voyage à Rome où il a rencontré le pape  Symmaque. L'évêque est mentionné comme thaumaturge par Grégoire de Tours et il est classé parmi les saints confesseurs. Il est commémoré le 17 janvier dans le Martyrologe hiéronymien et les livres liturgiques du diocèse de Die.

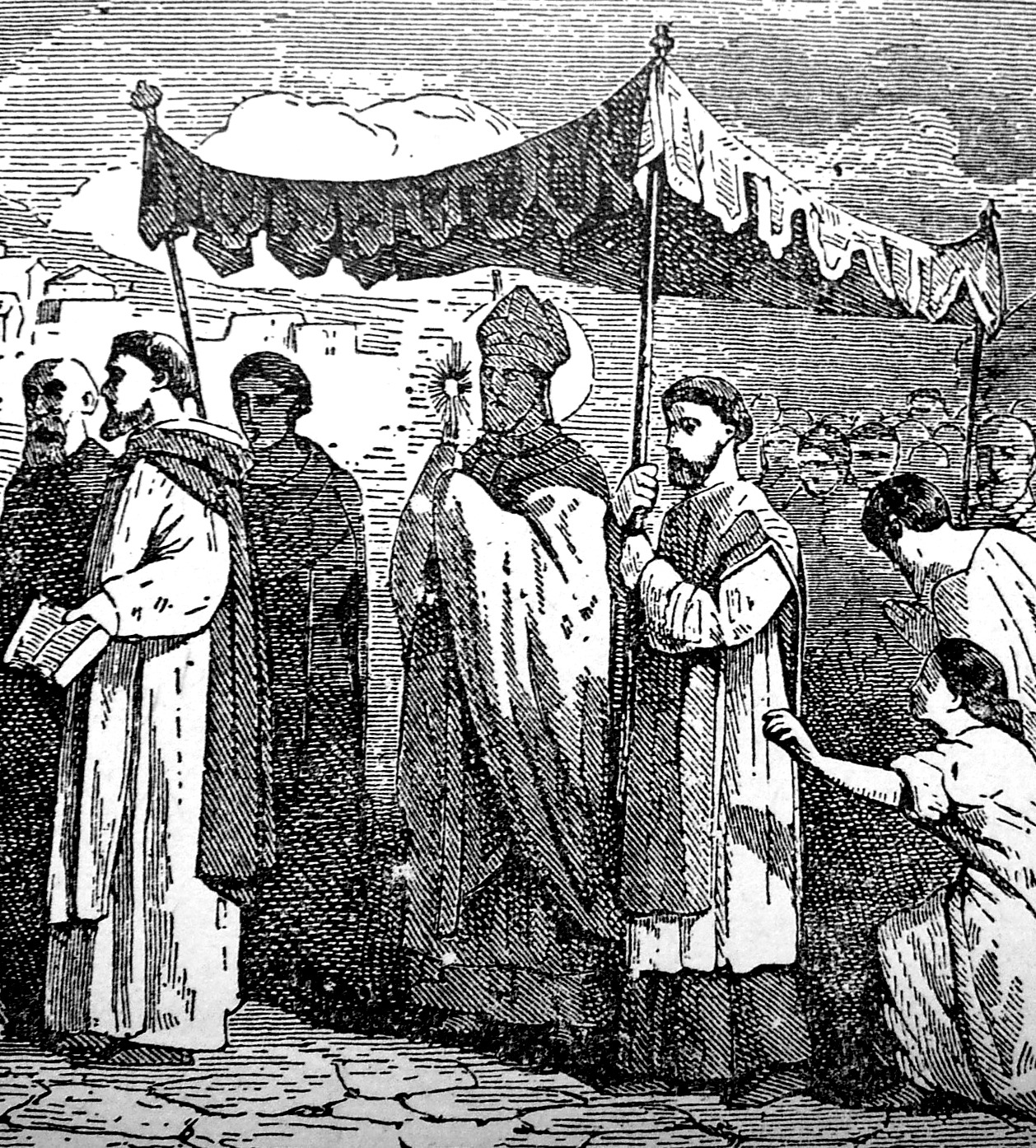
Saint Mamert de Vienne (gravure extraite de Little Pictorial Lives of the Saints, Benzinger Brothers).
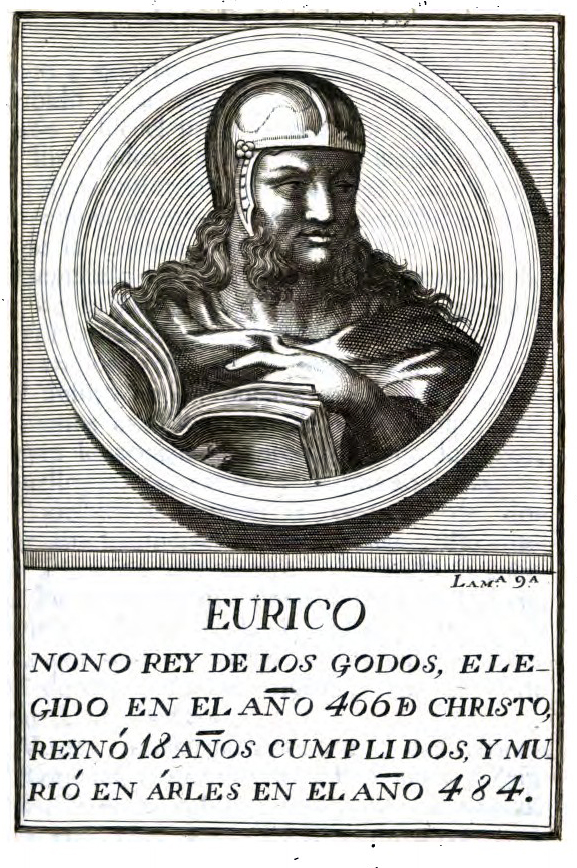
Le roi Euric (gravure extraite de Retratos de los Reyes de Espana desde Atanarico hasta nuestro católico monarca don cárlos III).
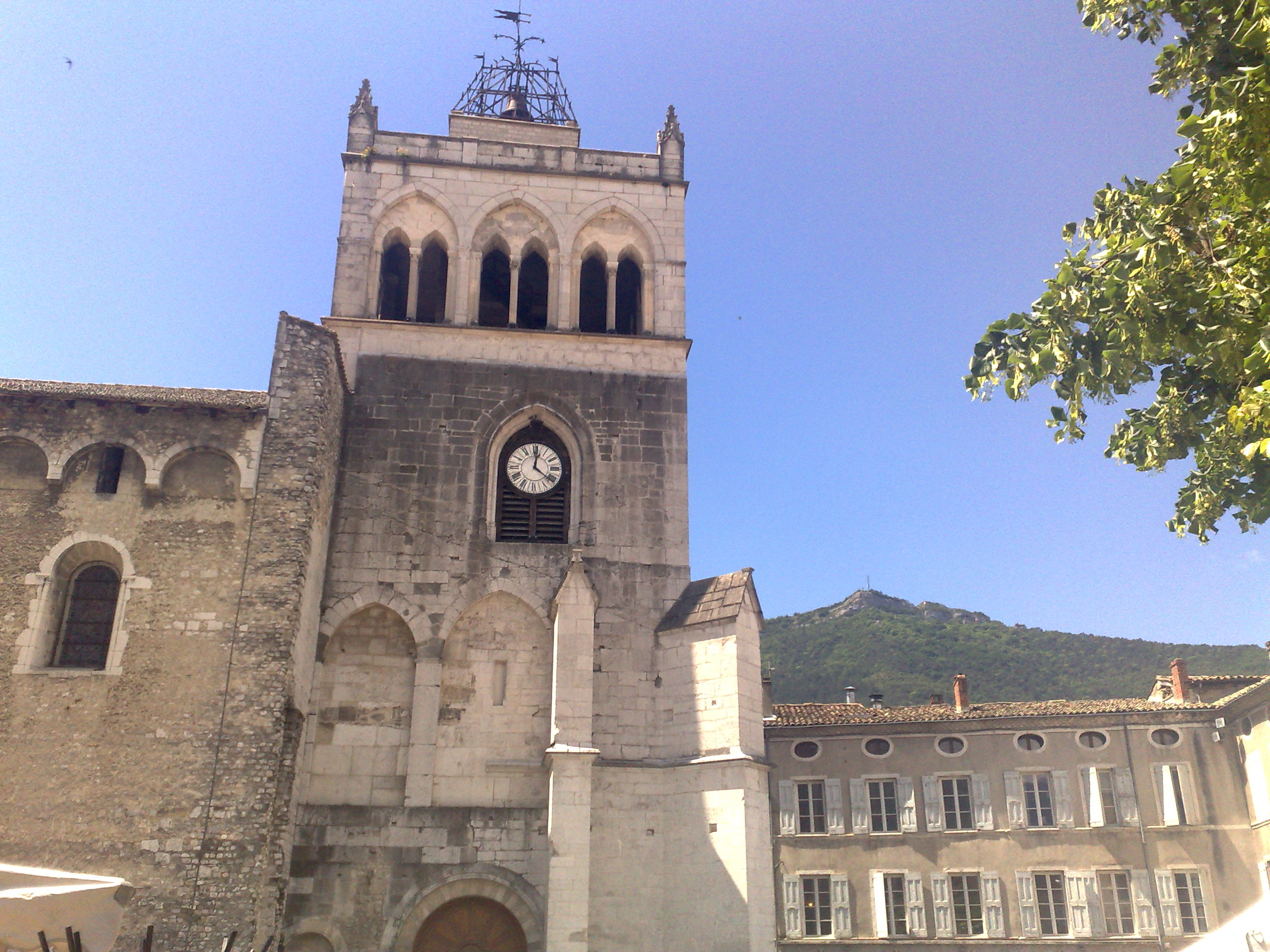
La cathédrale Notre-Dame de Die.
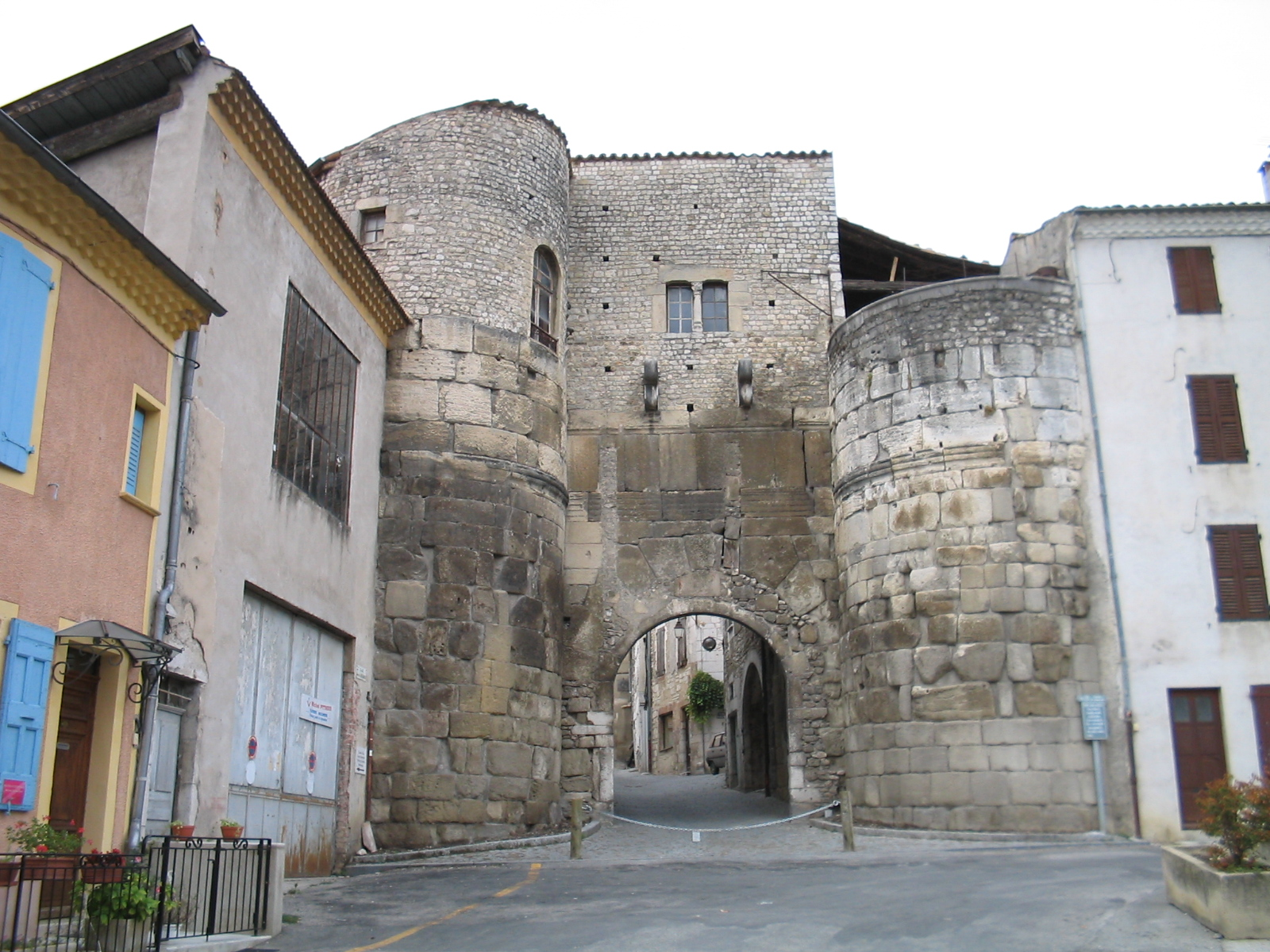
La porte Saint Marcel à Die.

## Les reliques de saint Marcel
En 510, Marcel est enterré dans le monastère de Saint-Maurice à La Roquette, près de Montmeyan. Son tombeau est entouré d’une grande vénération et il est proclamé saint. Au XIe siècle, une partie de ses reliques est apportée à l'abbaye de la Chaise Dieu. Vers la fin du XIIe siècle, le reste des reliques est transféré dans la commanderie de Saint-Maurice toute proche.
En 1349, les bâtiments de la commanderie menaçant ruine, saint Marcel apparaît en songe au gardien solitaire et lui demande de faire transporter ses reliques dans un endroit plus digne de lui. Les villages de Barjols et d'Aups, qui possèdent chacun une église collégiale, revendiquent les reliques en apprenant la nouvelle.
Les habitants de Tavernes, appelés depuis les avocats, conseillent aux Barjolais de s'emparer des reliques sans attendre une décision du chapitre. En 1350, les Barjolais se hâtent vers la commanderie déserte et volent les reliques de saint Marcel,. Ils rentrent triomphalement à Barjols en chantant et dansant : « C'est nous qui les avons, les tripettes, les tripettes... C'est nous qui les avons, les tripettes de saint Marcel ».
Les reliques de saint Marcel sont alors placées dans une châsse d'argent et pieusement conservées dans l'église collégiale. En 1504, trois ouvriers volent cette châsse mais ils sont « saisis et condamnés au dernier supplice ». En 1562, après quatre jours de siège, Barjols tombe aux mains des protestants qui brûlent les reliques, conservées dans diverses églises de Barjols, entre autres celle de saint Marcel dont on ne peut conserver qu'une phalange. Un buste reliquaire polychrome qui contient cette phalange est conservé dans la collégiale Notre-Dame de l'Assomption de Barjols.

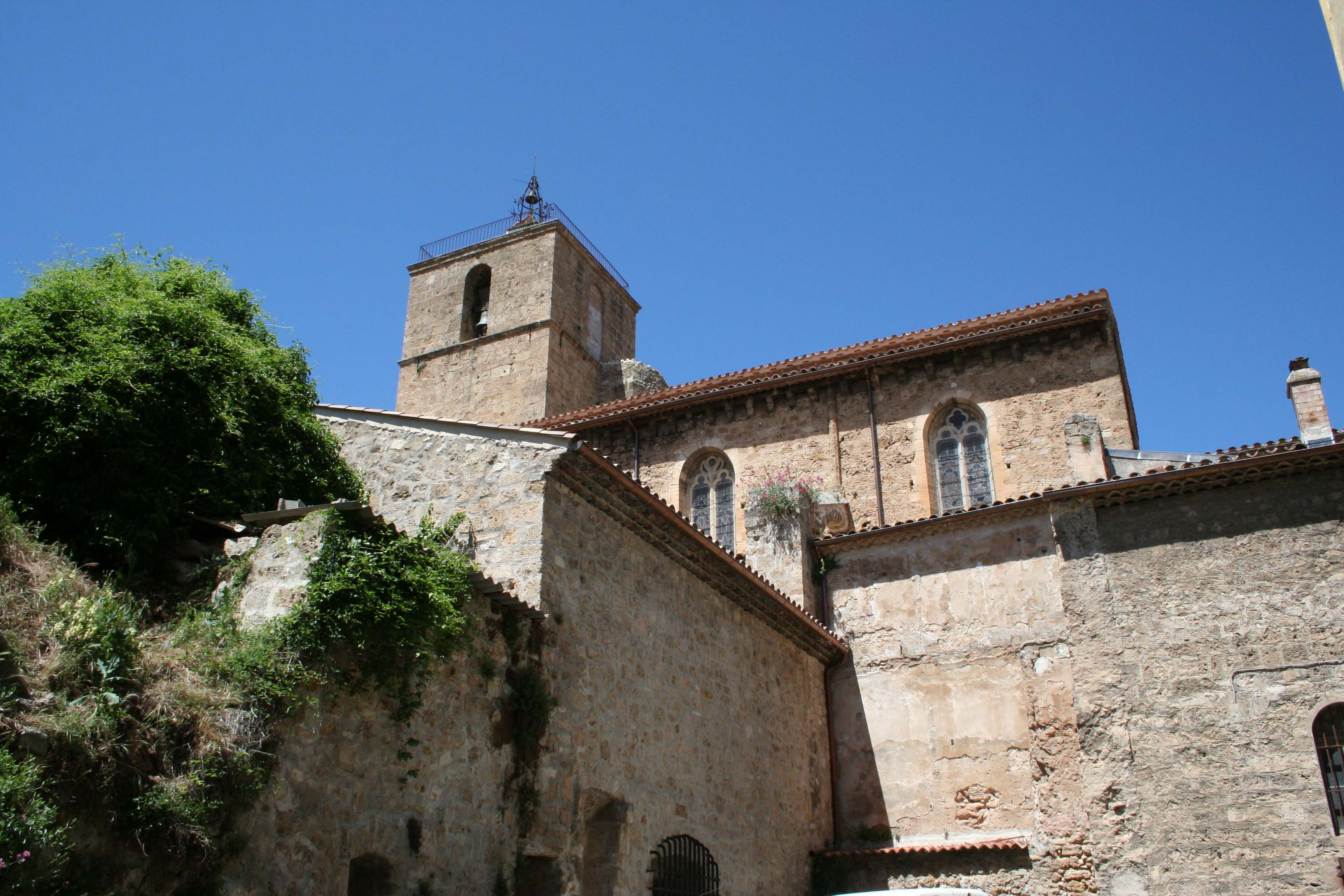
La collégiale Notre-Dame de l'Assomption à Barjols.
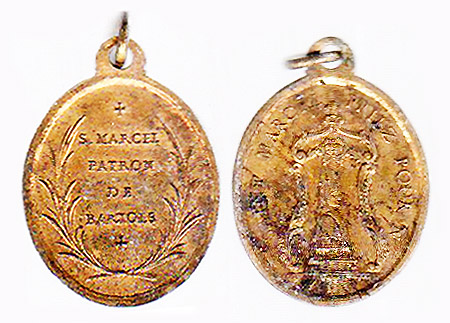
Médaille religieuse de saint Marcel, patron de Barjols.
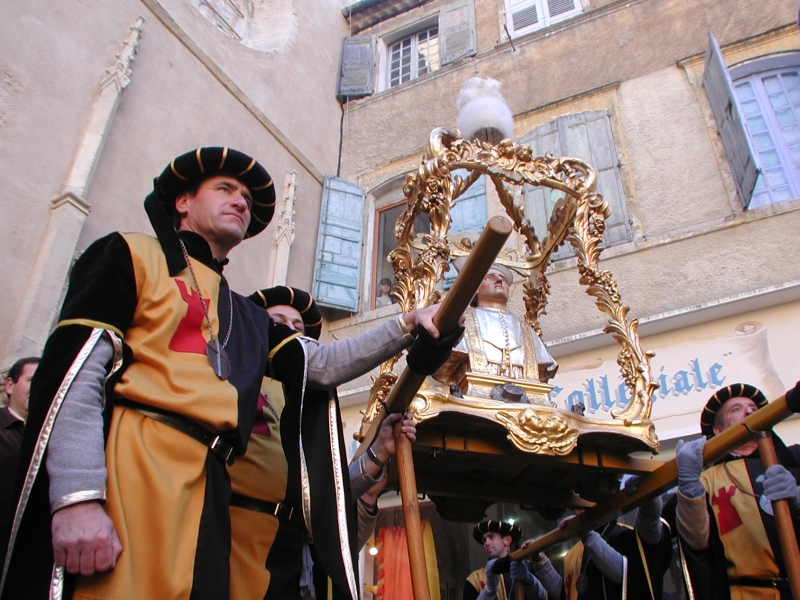
La fête des Tripettes à Barjols.

## La fête des Tripettes à Barjols
Lorsque les Barjolais ramènent les reliques dans le village en 1350, ils rencontrent des femmes en train de laver les tripes d’un bœuf abattu pour les besoins d'une commémoration. Il peut s'agir de la célébration du bœuf qui jadis fut trouvé dans l'enceinte de Barjols assiégé, et qui sauva les habitants de la famine. Il peut également s'agir d'une tradition remontant au culte de Mithra introduit dans la région par les légions romaines.
Un cortège se forme, plein d'allégresse, et en rentrant dans l'église, mélangeant le profane et le sacré, les Barjolais entonnent pour la première fois leur fameux refrain : « Saint Marcel, saint Marcel, les tripettes, les tripettes ».
Depuis, suivant un rite immuable (offices religieux suivis de la danse des Tripettes), se déroule chaque année la fête des Tripettes. Tous les quatre ans, les petites Tripettes se transforment en grandes Tripettes avec la bénédiction d'un bœuf qui, après avoir été abattu, est rôti sur la place publique.